# Julius Seyler

Der Eisschnellläufer und Kunstmaler Julius Seyler

Julius Seyler (* 4. Mai 1873 in München; † 22. November oder 24. November 1955 in München) war ein deutscher Maler und Sportler.
Seine Eltern waren der Apotheker Hugo Seyler (1846–1878) und Elise, geborene Christoph (* 1853), zur Familie gehörte auch Julius’ Schwester Emma (* 1876).

## Kindheit und Jugend
Als Kind war Seyler auf Spritzeisbahnen sowie auch auf dem Kleinhesseloher See beim Eislaufen zu finden, im Sommer betätigte er sich als Ruderer und Segler auf den Seen in der Umgebung Münchens, daneben widmete er sich der Landschaftsmalerei.
Als Seylers Vater 1878 starb, übersiedelte die Mutter mit Julius und seiner Schwester von Memmingen nach München zu ihrem Bruder, dem Bankdirektor und Landtagsabgeordneten Gottfried August Christoph. Zum Schuljahr 1883/84 trat Julius in das Münchner Maximiliansgymnasium ein, wechselte 1888 an das Alte Realgymnasium und trat aus diesem 1891 aus. Er zeigte Talente mit künstlerischen und sportlichen Fähigkeiten. Der Onkel bestimmte ihn zur Offizierslaufbahn, doch floh Seyler aus der Kadettenanstalt und nahm ab 1890 privaten Malunterricht bei Ludwig Schmid-Reutte.

## Künstlerische Laufbahn
1892 wurde Julius Seyler Schüler von Wilhelm von Diez an der Akademie der Bildenden Künste München, 1898 wechselte er zu Ludwig von Herterich und 1900 zu Heinrich von Zügel und nahm, u. a. 1904, an dessen Freiluftstudien in Wörth am Rhein teil. Bereits 1899 war er in Diessen bzw. Fischen am Ammersee, um 1900 in Dachau tätig.
1900 begann Seyler mit der Freilichtmalerei. Ab 1902 führten ihn Studienreisen in die Niederlande und nach Belgien, unter anderem Studien bei Anton Mauve und Jacob Maris, an den Atlantik, nach Norwegen, Kanada und in die USA. 1903 bezog er eine Wohnung am Ammersee, wo er bis 1912 lebte und malte. Seyler hatte sich zu dieser Zeit einen Namen in der Kunstwelt gemacht und suchte jenseits des Sports neue Herausforderungen.

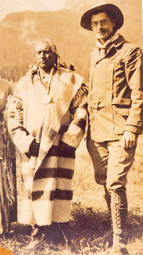
Julius Seyler und Blackfoot Jack Big Moon im Glacier National Park

1909 hielt sich Seyler erstmals in Paris auf. In München wurde die Amerikanerin norwegischer Herkunft, Helga Boeckmann, seine Malschülerin. Er reiste mit ihr in die USA, wo am 30. Juli 1910 in St. Paul, Minnesota, die Heirat stattfand. 1912 kehrte das Paar zurück und ließ sich in München nieder. 1913 reisten Julius und Helga Seyler zur Hochzeit von Helgas Bruder erneut in die Staaten. Während des Familienbesuchs brach der Erste Weltkrieg aus. Während der Zeit des Krieges und danach lebte das Ehepaar von 1914 bis 1921 in Balsam Lake, Wisconsin. Seyler bewirtschaftete eine Farm und schloss Freundschaft mit Schwarzfußindianern in Montana. Ein Großteil seiner Malerei beschäftigte sich danach mit den Blackfeet und ihrer Geschichte.
Als Seyler 1921 nach München heimkehrte, konnte er an sein früheres Schaffen in Deutschland anknüpfen. Er war ein Maler von hoher Produktivität, die Bayerische Staatsgalerie kaufte seine Werke, und die Kritiker jubelten. 1922 wurde die Tochter Sigrid Ingeborg in München geboren; 1924 erfolgte Seylers Ernennung zum Professor h. c. an der Kunstakademie München. Seyler reiste 1927 zum dritten Mal nach Paris und nach Südfrankreich; 1930/35 hielt er sich wiederholt auf der Insel Sylt auf.
Anfang der 1940er Jahre begann er langsam zu erblinden. Der Zweite Weltkrieg traf Seyler hart: Bei einem Bombenangriff wurde 1943 sein Atelier in der Georgenstraße in München zerstört, 1944 fielen 300 Werke einem Bombenangriff und Wassereinbruch in der Pinakothek zum Opfer. Seyler selbst überstand den Krieg in Hirschau am Chiemsee. Nach seiner Rückkehr nach München 1946 war Seyler wegen seines geschwächten Augenlichts kaum noch produktiv. Als er 1955 starb, fertigte Otto Dix die Totenmaske an.

### Werk
Abgesehen von seinen Münchner Lehrern wurde Seyler seit 1909 vom Impressionismus und der Schule von Barbizon beeinflusst. Er stieg rasch zur ersten Garde der modernen deutschen Malerei auf und wurde mit Max Liebermann und Max Slevogt in einem Atemzug genannt.
Während das Frühwerk noch gedeckte Farben und kalligraphische Strukturen aufweist, charakterisiert sich Seylers Spätwerk durch kräftigere Farben und großzügige Pinselführung. Er malte Landschaften (Chiemsee, Bayern, Norwegische Fjorde, Montana), zum Teil mit Szenen aus dem Arbeitsleben (Holzfäller, Bauern, Fischer) und Stillleben, später auch Akte und mythologische Szenen („Leda“). Die Jahre in den USA brachten den Bayern dazu, immer wieder Indianer und Cowboys zu malen. Gerade Bilder wie „Two Guns White Calf reitet über die Prärie“ machten ihn in seiner Wahlheimat berühmt.
Dennoch wird der „Münchner Impressionist“ Julius Seyler heute, wohl zu Unrecht, nicht mehr in die erste Garde der deutschen Impressionisten gereiht und erfährt am Kunstmarkt – trotz oder vielleicht auch wegen einer starken Präsenz vor allem am süddeutschen Markt – nicht entfernt die Wertschätzung eines Max Slevogt oder gar Max Liebermann. Noch zu seinen Lebzeiten bedauert eine Würdigung Seylers den Widerspruch zwischen Leistung und Anerkennung. Wer hierfür nach Erklärungen sucht, mag sie in den von Seyler bevorzugten Sujets einerseits, einer für ihn charakteristischen Malweise andererseits finden. Unter den ersteren dominieren, von den jedem Voyeurismus enthobenen Aktbildern (Akte in freier Natur) und den einer besonderen Lebenssituation geschuldeten Indianerszenen einmal abgesehen, in häufiger Wiederholung die Krabben- bzw. Muschelfischer am Strand, oftmals mit Pferden, und die Pferde- oder Ochsengespanne auf Feldern oder Landstraßen sowie Pferde und Rinder in anderen Varianten. Und in stilistischer Hinsicht sind eine stimmungsvolle, aber gedämpfte, beinahe schon monochrome Farbgebung, abgetönt zwischen mittlerem Braun, sandigem Gelb und mattem Grau mit Einsprengseln von schwachem Grün und Blau, und ein die Form weitgehend, zuweilen fast bis zur Unkenntlichkeit auflösender grobstrichiger Pinselduktus typisch. Das ist impressionistisch im besten Sinn, aber gefällt nicht ebenso gut wie etwa Liebermanns blühende Gartenpracht. Wenn doch einmal ein Bild aus diesem Rahmen fällt, wie die 2016 bei Ketterer auktionierte frühe Lofotenlandschaft mit Segelschiffen, wird das sogleich entsprechend honoriert. Aber die Kunstszene sollte, ehe sie Seyler über Gebühr vernachlässigt, sich nicht nur solcher Landschaftsbilder, sondern auch seiner meisterlichen Blumenstillleben und ausdrucksstarken Porträts erinnern.

### Wichtige Ausstellungen
- 1898: 2 Studienköpfe (Münchner Jahresausstellung im Glaspalast 1898, Katalog-Nr. 1450 und 1451)
- 1902 im Glaspalast München (Auszeichnung: kleine Medaille), weitere in den Jahren 1905 (Durch den Wald, Katalog-Nr. 1162), 1908, 1909 (Herbstlandschaft / Das schwarze Rind: Offizieller Katalog der Münchner Jahresausstellung 1909 im Glaspalast, Nr. 1442/1442a), 1913 (Motiv aus Quimper, Bretagne / Fischerboote in der Bretagne (Katalog-Abb.) / Motiv aus der Bretagne: Illustrierter Katalog der XI. Internationalen Kunstausstellung im Kgl. Glaspalast zu München 1913, 1. Juni bis Ende Oktober, München 1913, Nr. 2953-55), 1921 (Tangarbeiter bei Grand Sables / Blick auf Concarneau / Bretonischer Fischerhafen / Bretonische Fischerfrauen / Im Hafen von Moss: Münchner Kunstausstellung, Glaspalast 1921 (Secession), Nr. 2418-22), 1922 (Stilleben mit Lilien / Abend an der Laita, Bretagne / Grand Sable, Bretagne / Fischerhafen, Bretagne / Sturm an der Küste, Bretagne / Bretonischer Karren / Bretonische Küste (Katalog-Abb.): Münchner Kunstausstellung 1922, Glaspalast (Secession), Nr. 2595–2601), 1923 (Die alte Festung; Bretagne / Die Welle; Bretagne / Blick auf die Laita; Bretagne / Das Fischerboot / In den Dünen: Münchner Kunstausstellung 1923, Glaspalast (Secession), Nr. 2297–2301), 1925, 1926, 1927, 1928, 1929, 1930, 1931
- 19. bis 25. Oktober 1906: „Kollektion“ im Münchner Kunstverein
- 1912 Ausstellungen in Dresden, Leipzig und Rotterdam
- 1913 The Armory Show in New York (Europäische Impressionisten)
- 1914 Minnesoty Art Society
- 1922 Galerie Helbig München
- 1923 Kunstverein München
- 1925 Galerie Thannhauser, Luzern (Schweiz)
- 1928 Deutsche Kunst der Gegenwart, Nürnberg
- 1940, 1941, 1942, 1943 Maximilianeum, München
- 1947 Münchner Secession, Städtische Galerie München (J.Seyler, Hirschau am Chiemsee)
- 1949, 1950, 1951, 1952, 1953, 1954, 1955, 1956 Haus der Deutschen Kunst, München
- 1987 C. M. Russel-Museum, Great Falls (Montana)
- 1989 Amerika-Haus, München
- 1994 Gallery of the Visible Arts, University of Montana, Missoula, USA
- 1999 Museum of the Rockies, Bozeman, Montana, USA und im Deutsch-Amerikanischen Institut, Heidelberg
- 2003 (16. Januar – 9. März) Retrospektive in der Galerie der Bayerischen Landesbank München
- 2015/2016: Farben. Kunst. Indianer. Der Münchner Impressionist Julius Seyler bei den Blackfeet im Museum Fünf Kontinente in München

### Schüler
- Paula Deppe (1886–1922)
- Gerta Springer (1880–1960)
- Helga Boeckmann (* 1879)
- Nini Focke
- Hansl Bock
- Fale Egon (1929)

## Sportliche Karriere
Im Sport errang Julius Seyler erstmals mit 17 Jahren einen nationalen Erfolg bei den deutschen Eisschnelllauf-Meisterschaften auf dem Kleinhesseloher See. Dort gewann er die Bronzemedaille. Er beherrschte danach acht Jahre lang die deutsche Eisschnelllaufszene und war zu der Zeit einer der weltbesten Läufer. Er startete für den Münchener EV.
Seylers Laufstil beinhaltete schwungvolle Armbewegungen, die zur damaligen Zeit – man lief konstant mit den Händen auf dem Rücken – als unorthodox belächelt wurde. Nichtsdestoweniger feilte Seyler seinen Laufstil in dieser Richtung weiter aus. Zeitgenossen bescheinigten ihm auch eine „vollendete Kurventechnik, wie sie von keinem Läufer vorher oder später gezeigt worden ist“.
Bei der Europameisterschaft im Eisschnelllauf 1896 in Hamburg gewann Julius Seyler mit Siegen auf allen vier Strecken erstmals eine Goldmedaille für Deutschland und wiederholte dies 1897 bei der EM in Amsterdam. Erst 63 Jahre später gelang es wieder einem deutschen Eisschnellläufer, eine Goldmedaille zu erringen. Bei der Weltmeisterschaft 1898 in Davos gewann Seyler die Silbermedaille hinter dem starken Norweger Peder Østlund.
Weitere sportliche Erfolge errang Seyler 1895 mit dem Kaiserpreis im Rudern (Vierer-Mannschaft) und dem Gewinn der internationalen Segelregatta 1898 auf dem Ammersee.
Seylers Bestzeiten im Eisschnelllauf hatten lange Bestand, so wurde unter anderem seine Zeit über 10.000 Meter (18:05,0 Minuten) 38 Jahre lang von keinem anderen Deutschen unterboten. 1899 nach abermals guten Leistungen bei EM und WM folgte eine längere Pause im Sport.
1906 erreichte Seyler mit Siegen über 500 und 1500 Meter bei den Deutschen Meisterschaften in München ein Comeback, wobei er auf einen Start über 5000 Meter verzichten konnte, da er nach der damaligen Regel bereits als Meister feststand. Am 26. Januar 1908 war er zudem für einen Wettkampf in Berlin gemeldet, jedoch ist nicht überliefert, ob er dort auch wirklich antrat.
Als er am 24. November 1955 starb, gehörten seine zu diesem Zeitpunkt 57 Jahre alten Bestzeiten auf allen Strecken immer noch zu den fünf besten jemals in Deutschland erzielten Zeiten.